# Christopher Zeller
Christopher Zeller (født 14. september 1984) er en tysk tidligere hockeyspiller, som var med til at vinde medaljer ved tre olympiske lege.
Zeller begyndte at spille hockey som femårig i MTV München, hvorfra han skiftede til Münchner SC i 1998. Her spillede han frem til 2006, og han var med til at vinde flere tyske ungdomsmesterskaber. Fra omkring 2003 kom han på klubbens førstehold som senior og var dermed med til at vinde det tyske indendørsmesterskab i 2003 og i 2006. Desuden vandt klubben Europapokalen i 2006 med ham på holdet. I 2006 skiftede han for en enkelt sæson til hollandske HC Bloemendaal, hvorpå han vendte tilbage til Tyskland for at spille i KTHC Stadion Rot-Weiss, som han var med til at gøre til tyske mestre flere gange, inden han indstillede karrieren i 2018.
Zeller spillede sin første ungdomslandskamp i 1999 og var med til at vinde EM for U/16-spiller i 2000 og for U/18 i 2001. Han debuterede på A-landsholdet i 2003 og nåede 204 landskampe udendørs samt syv indendørs i sin karriere, der sluttede i 2015. I debutåret 2003 var han med til at blive europamester.
Ved OL 2004 i Athen var han med på det tyske hold, der var blandt favoritterne. Holdet kom videre som toer fra deres indledende pulje, hvorpå holdet i semifinalen måtte se sig besejret 2-3 af Holland, der i finalen tabte til Australien, mens Tyskland vandt bronzekampen mod Spanien efter sudden death.
Året efter blev det til EM-bronze for Zeller og Tyskland, mens han i 2006 var med til at vinde VM-guld.
I 2008 var han igen med for Tyskland ved OL i Beijing. Her blev holdet nummer to i indledende pulje. I semifinalen vandt de over Holland efter straffeslag, mens de i finalen sikrede sig guldet efter en sejr på 1-0 over Spanien, der fik sølv, mens Australien fik bronze. Zeller var målscoreren i finalen.
Han var med til at vinde EM-sølv i 2009 samt VM-guld (indendørs) i 2011, inden han var med til hvad der skulle vise sig at blive hans sidste OL, i 2012 i London. Her indledte Tyskland med at blive nummer to i deres pulje, hvorpå de i semifinalen besejrede Australien 4-2, inden de genvandt OL-guldet med sejr på 2-1 over Holland;  Australien blev nummer tre.
Efter OL i 2012 spille han yderligere nogle kampe i 2015, inden han blev skadet, hvilket betød, at han ikke kunne deltage i sit fjerde OL i 2016 i Rio de Janeiro. Skaden betød samtidig reelt afslutningen på hans landsholdskarriere.
Christopher Zeller er lillebror til Philipp Zeller, som også har været hockeyspiller og spillet på landsholdet.